# 派赖切
派赖切，是匈牙利包尔绍德-奥包乌伊-曾普伦州所辖的一个村。总面积12.57平方公里，总人口31，人口密度2.5人/平方公里（2011年1月1日）。